# 45 км (зупинний пункт, Південна залізниця)
45 кіломе́тр — пасажирський залізничний зупинний пункт Куп'янської дирекції Південної залізниці.
Розташований біля села Нижче Солоне, Борівський район, Харківської області на лінії Куп'янськ-Вузловий — Тропа між станціями Переддонбасівська (7 км) та Радьківські Піски (5 км).
Станом на травень 2019 року щодоби три пари приміських електропоїздів здійснюють перевезення за маршрутом Куп'янськ-Вузловий — Святогірськ.